# Sklené Teplice
Sklené Teplice (in ungherese Szklenófürdő, in tedesco Glasshütte) è un comune della Slovacchia facente parte del distretto di Žiar nad Hronom, nella regione di Banská Bystrica.
Il villaggio di Sklené Teplice è noto per le sue acque termali minerali, le cui alte temperature vanno da 37 a 52,3 gradi Celsius. Lo sfruttamento delle terme incominciò a partire dal 1579, grazie all'attività del balneografo locale Georg Wernher, che descrisse le proprietà curative delle acque di Sklené Teplice. Nel XVIII secolo, Karl Otto Moller modernizzò gli impianti termali, decantati da Matej Bel, chiamato l'Ippocrate slovacco. 

## Storia
Il villaggio viene citato per la prima volta nel 1340 all'epoca di re Carlo Roberto d'Angiò. L'abbazia di Hronský Beňadik vi possedeva una curazia e un mulino. Successivamente passò ai signori di Šášov. All'epoca erano in funzione numerose vetrerie che caratterizzarono per secoli l'economia locale. Nel 1456 il castello di Teplica che dominava il villaggio venne assediato dalle truppe dell'hussita Jan Jiskra, condottiero boemo. Il castello venne definitivamente distrutto dal re Casimiro nel 1471.  Nel XVI secolo il villaggio passò alla città di Banská Štiavnica.